# Dolmen du Rat

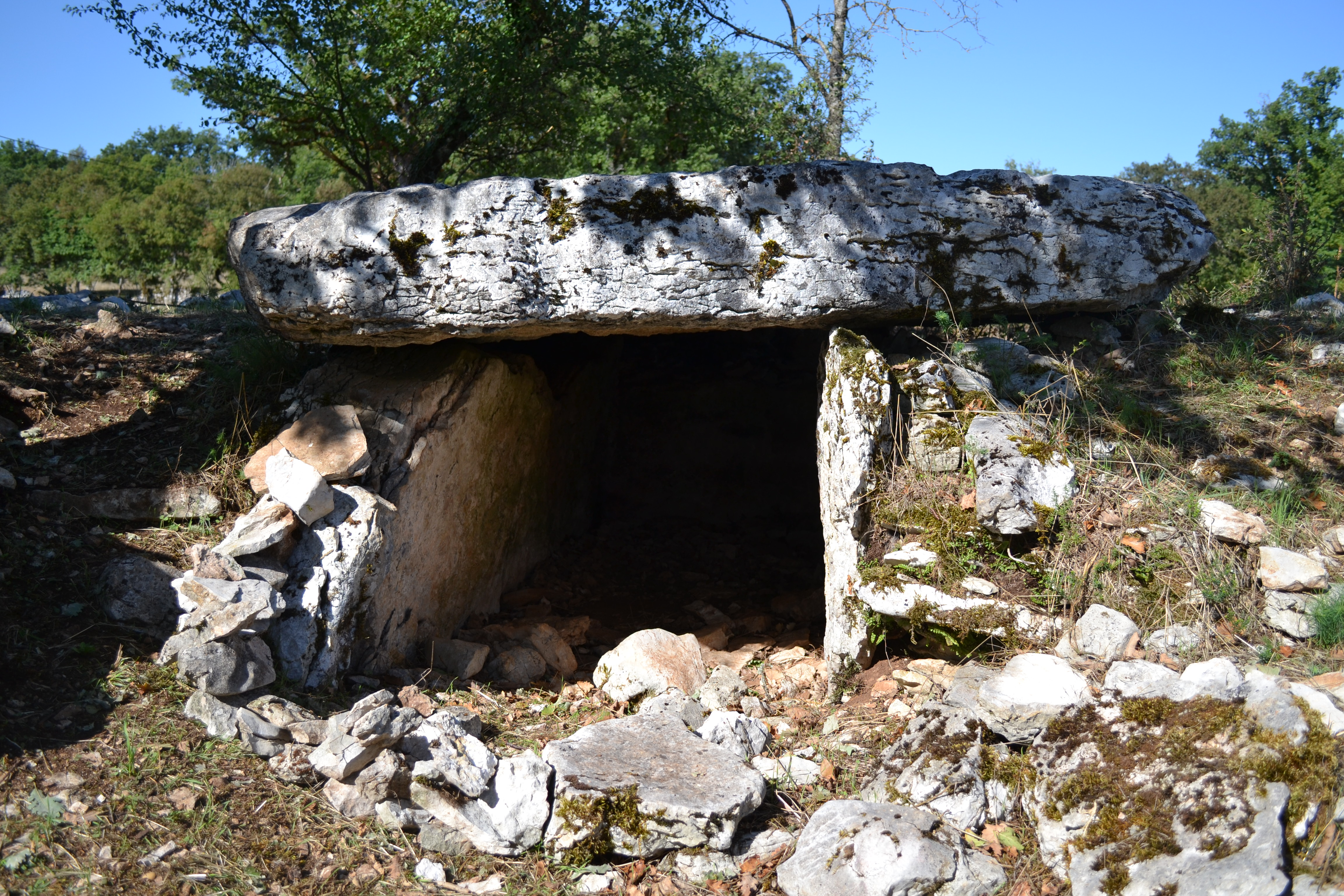
Dolmen du Rat

Der Dolmen du Rat liegt etwa nordwestlich von Saint-Sulpice im Département Lot in Frankreich. Dolmen ist in Frankreich der Oberbegriff für neolithische Megalithanlagen aller Art (siehe: Französische Nomenklatur).
Der Dolmen du Rat ist ein „Dolmen simple“, der seinen Cairn mit einem Durchmesser von etwa 13,0 Metern zu einem hohen Anteil behalten hat. Der Cairn ist aus großen Steinen. Eine Mauer aus flachen Steinen, mit einer Höhe zwischen 0,85 und 0,9 Metern, umschließt teilweise den Hügel. 
Die rechteckige Ost-West orientierte Kammer wird von vier massiven Platten gebildet, die etwa 0,2 Meter in den Boden eingetieft wurden. Die beiden seitlichen Platten messen etwa 3,3 × 1,1 bzw. 3,25 × 1,0 m und sind 15 bzw. 35 cm stark. Die Endplatte misst etwa 1,15 × 0,8 × 0,1 m und die Deckenplatte etwa 4,0 × 2,8 × 0,22 m. Eine Platte von 1,3 × 0,9 × 0,1 m, die auf der Oberfläche des Hügels lag, entspricht in ihren Abmessungen der Kammeröffnung und verschloss  wahrscheinlich den Dolmen. Der Boden der Kammer wurde durch eine massive Platte von etwa 1,95 × 1,0 Meter bedeckt, die mit einem Pflaster in Manier des Opus incertum ergänzt wurde. Vier Steine (0,50 × 0,20 × 0,25 m) bildeten einen Schwellenstein. 

Dolmen du Rat
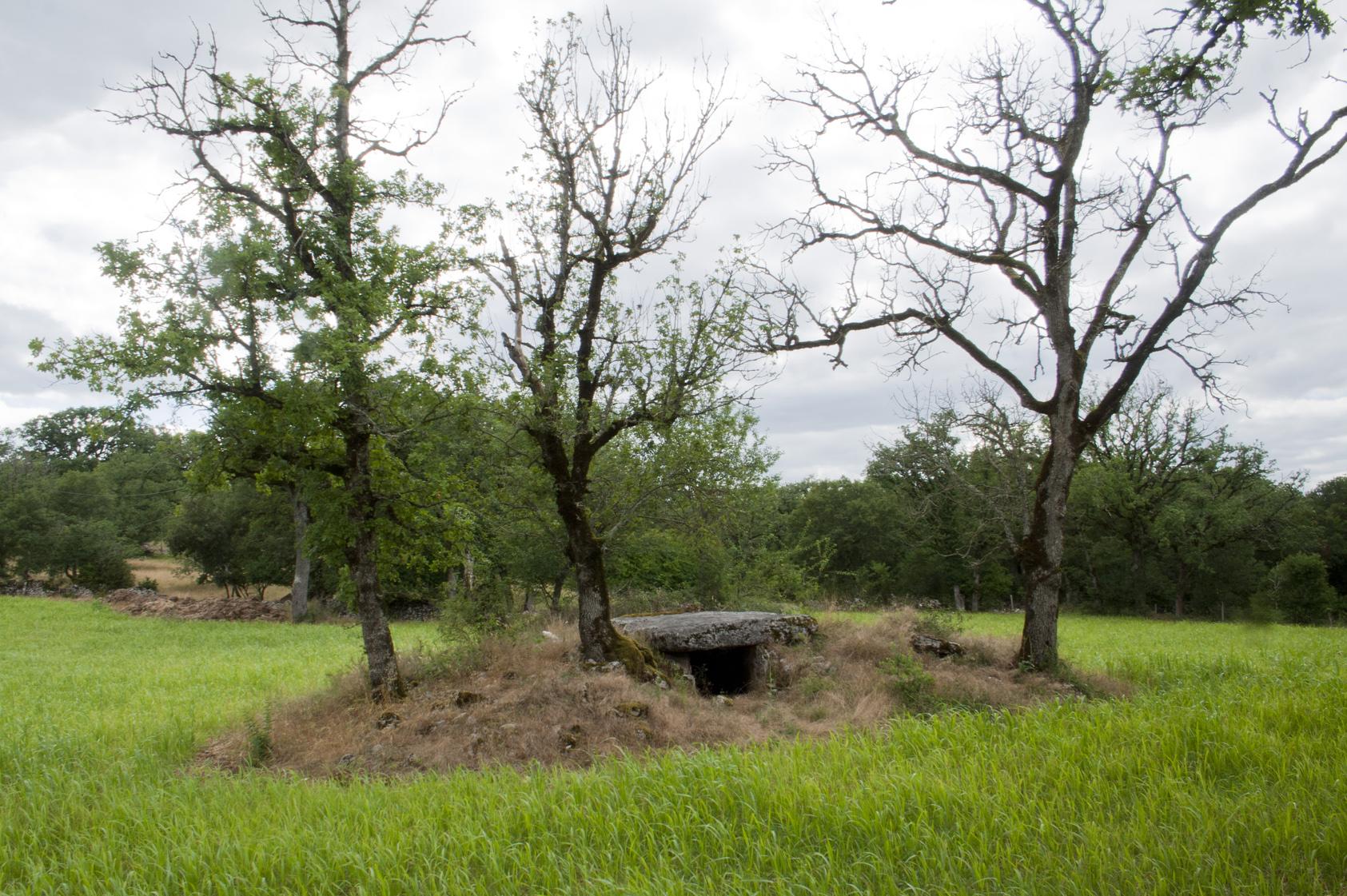
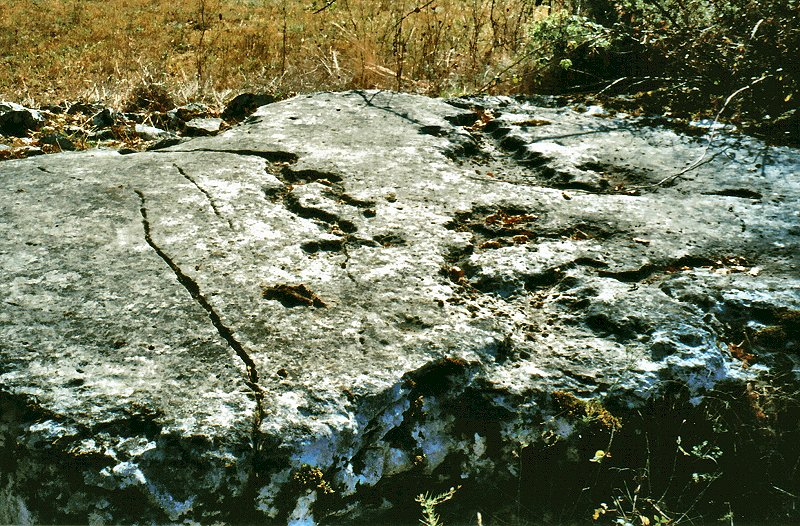
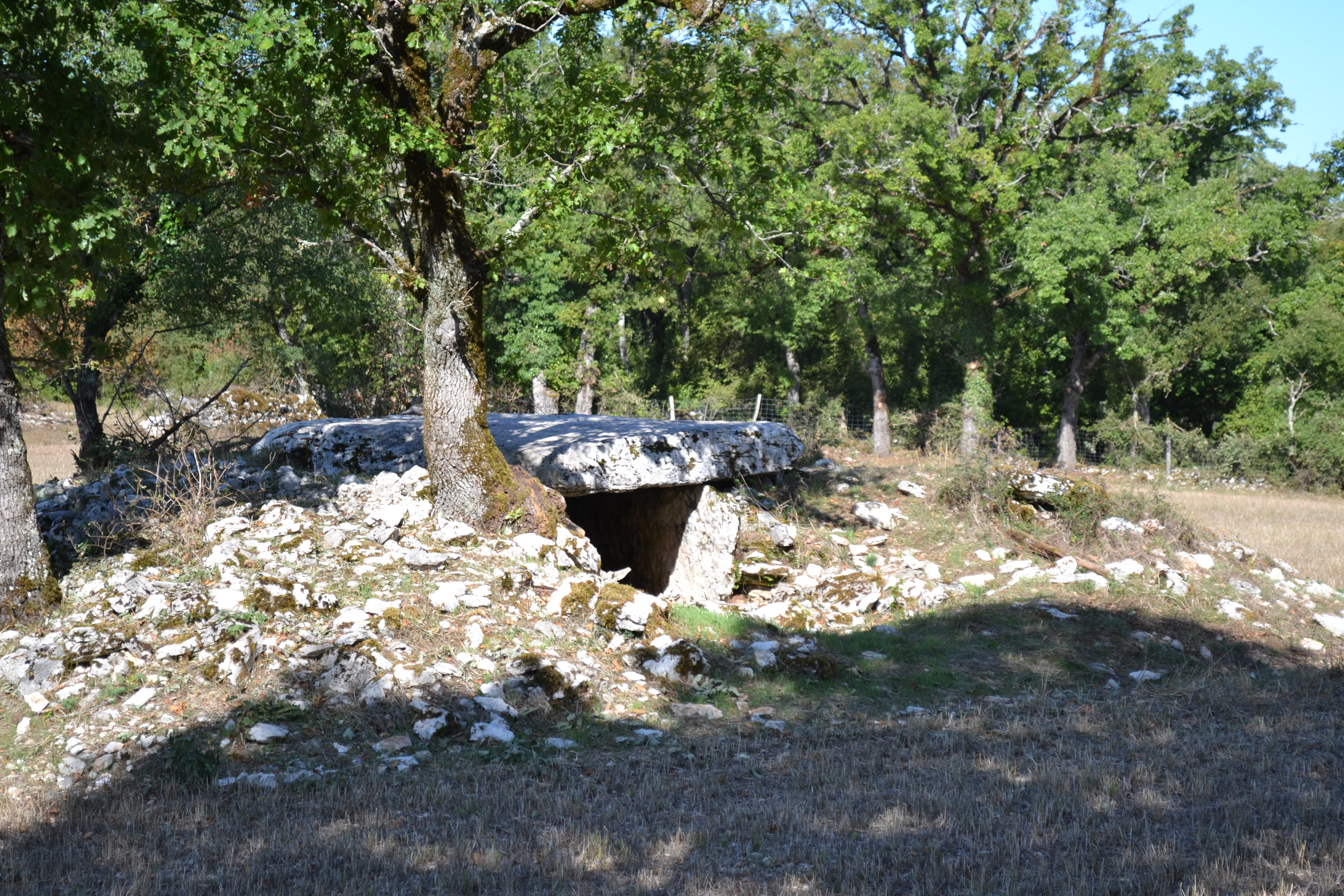
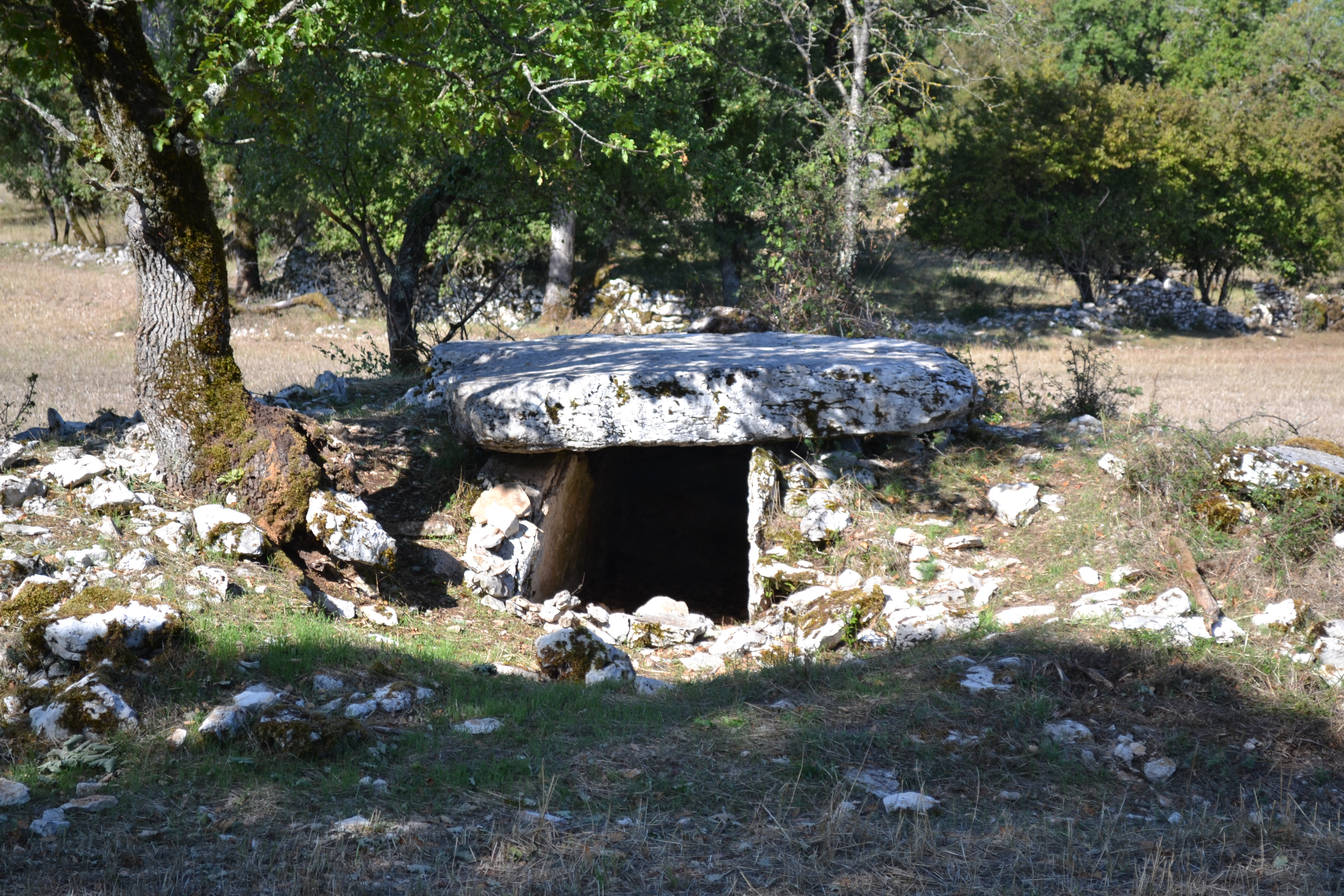

Das spezifische dieses Dolmens ist eine dreieckige bildlose Stele (0,80 × 0,38 × 0,13 Meter), die (verlagert) innerhalb der Kammer gegen den linken Tragstein lehnt. Das Vorhandensein derartiger Stelen ist selten: Grotte du Roucadou in Thémines, Dolmen von Pech d‘Arsou in Corn (beide im Département Lot).
Der Dolmen „La Combe du Rat“ liegt bei Argelliers im Hérault.